# Claude Joseph Vernet

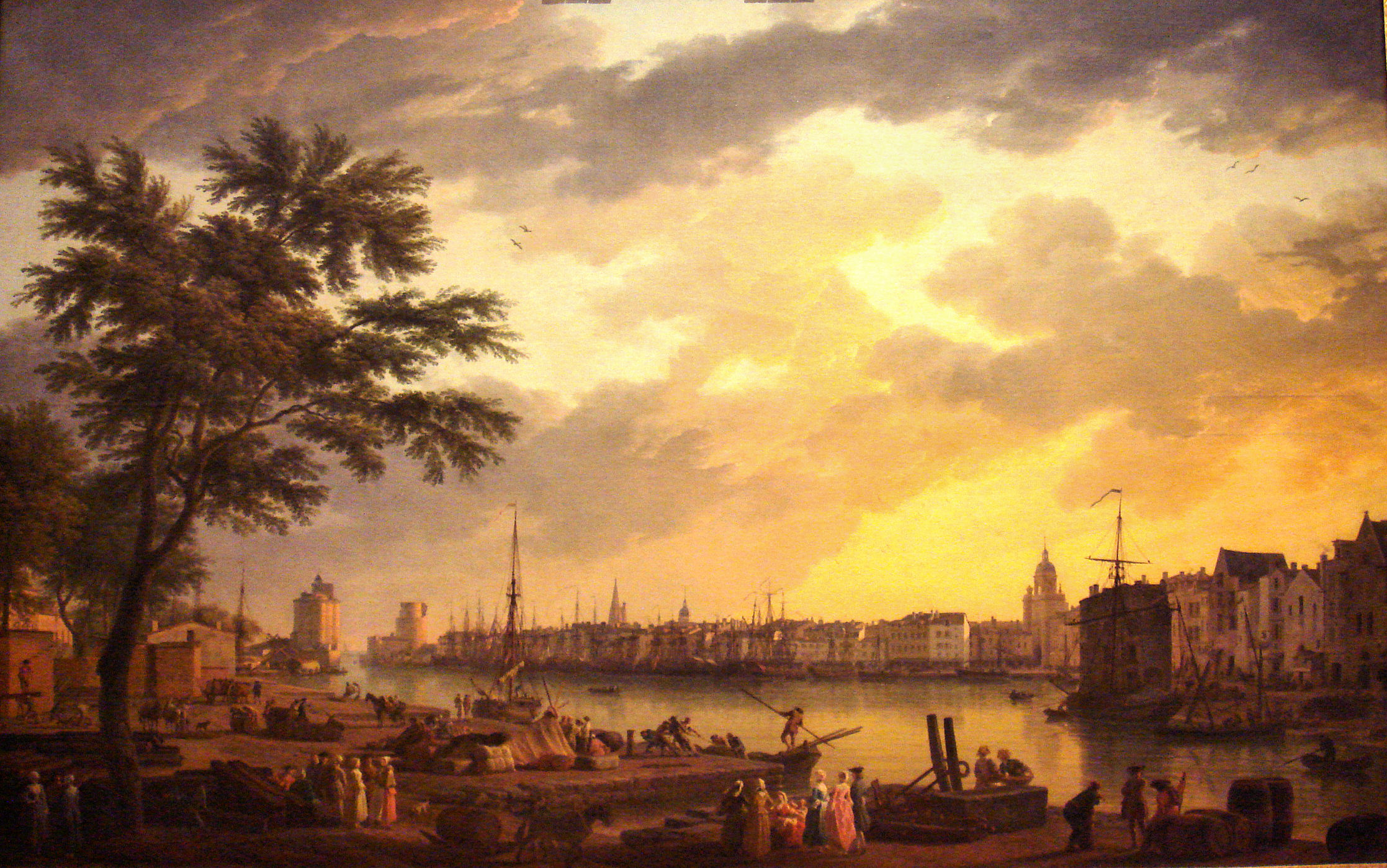
Haven van La Rochelle in 1762, Musée de la Marine, Parijs

Claude Joseph Vernet (Avignon, 14 augustus 1714 – Parijs, 3 december 1789) was een Frans kunstschilder die door zijn talloze havengezichten bekend werd als een belangrijk marineschilder. Hij was de vader van de kunstenaar Antoine Charles Horace Vernet (1758-1835), die weer de vader was van historieschilder Horace Vernet (1789-1863).

## Levensloop
Al op jonge leeftijd hielp hij zijn vader Antoine Vernet (1689–1753), die een bekwaam meubeldecorateur was, met belangrijke opgaven Het beschilderen van meubelpanelen kon hem echter niet lang boeien en daarom besloot hij naar Rome te reizen. De zee die hij tijdens deze reis zag bij Marseille en de Italiaanse havenplaats Civitavecchia maakten diepe indruk op hem en direct na aankomst ging hij in de leer bij Bernardino Fergioni, een zeeschilder.
In Rome wist hij naam te maken als zeeschilder en werd geroemd om zijn rake atmosferische weergave en zijn naadloze versmelting van de figuratie in de totale compositie. Hier doet zich de invloed gelden van Giovanni Paolo Pannini, die hij mogelijkerwijs in Rome leerde kennen. Vernet wist natuurtaferelen op een onsentimentele wijze weer te geven, waardoor zijn werk eersteklas decorstukken opleverde. Zelf merkte hij eens op: "Anderen kunnen wellicht een goede lucht schilderen of een mooie zee, maar ik maak het beste schilderij". Zijn stijl veranderde gedurende zijn leven nauwelijks. De aandacht voor het atmosferische en de harmonie doet denken aan Claude Lorrain.
Vernet woonde en werkte twintig jaar in Rome en werd bijzonder populair met zijn havens, stormen, rustige zeeën en landschappen bij maanlicht, vooral bij Engelse adellijken van wie sommigen Rome aandeden tijdens hun grand tour. In 1745 trouwde hij met een Engelse die hij in Rome ontmoet had.
In 1753 ontving hij een uitnodiging naar Parijs en de koninklijke opdracht een aantal van de Franse havens op het doek vast te leggen. Met deze werken werd hij het bekendst. Ze bevinden zich nu in het Louvre en in het Musée national de la Marine. De kunsthistoricus Michael Levey beschrijft hoe Vernet in De haven van Rochefort uit 1763 een meesterwerk schiep dat zich kenmerkt door een zeer heldere en gevoelig geschilderde lucht gecombineerd met een scala aan menselijke activiteiten op de voorgrond, waarmee een overtuigende indruk ontstaat van de levendigheid en de dramatiek van de Franse havens.
Gedurende zijn leven greep Vernet af en toe terug op zijn Italiaanse thema's, zoals in zijn late werk Een kustlijn dat zich nu in de National Gallery in Londen bevindt. Na zijn verblijf in Rome werd Vernet lid van de Franse Academie, waar hij al sinds 1746 aan tentoonstellingen had deelgenomen. Hij zou dit regelmatig blijven doen tot aan zijn dood in zijn gastatelier in het Louvre in 1789.
Veel kunstenaars hebben gravures naar zijn werken vervaardigd, met name Jacques-Philippe Le Bas, Charles-Nicolas Cochin, Pierre-François Basan, Pierre Duret, Charles Joseph Flipart en Jean-Jacques Le Veau in Frankrijk en François Vivares in Engeland.

## Galerij

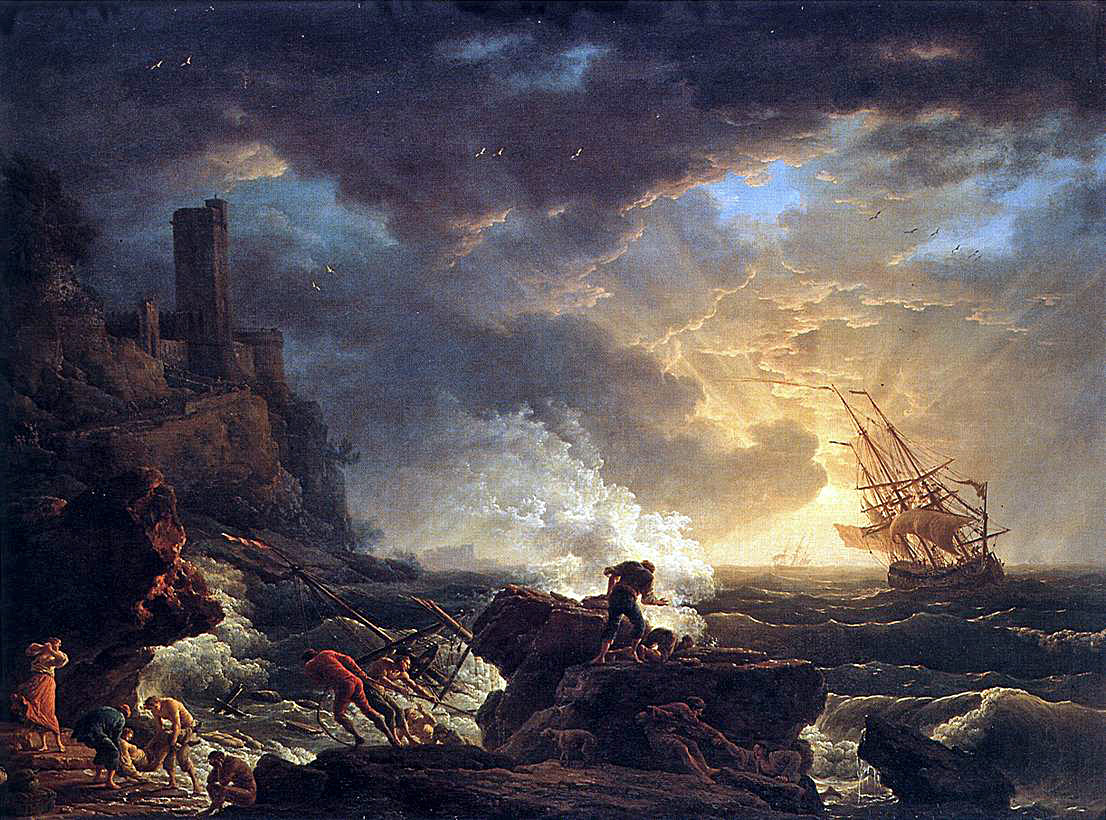
Scheepswrak, 1759, Groeningemuseum, Brugge
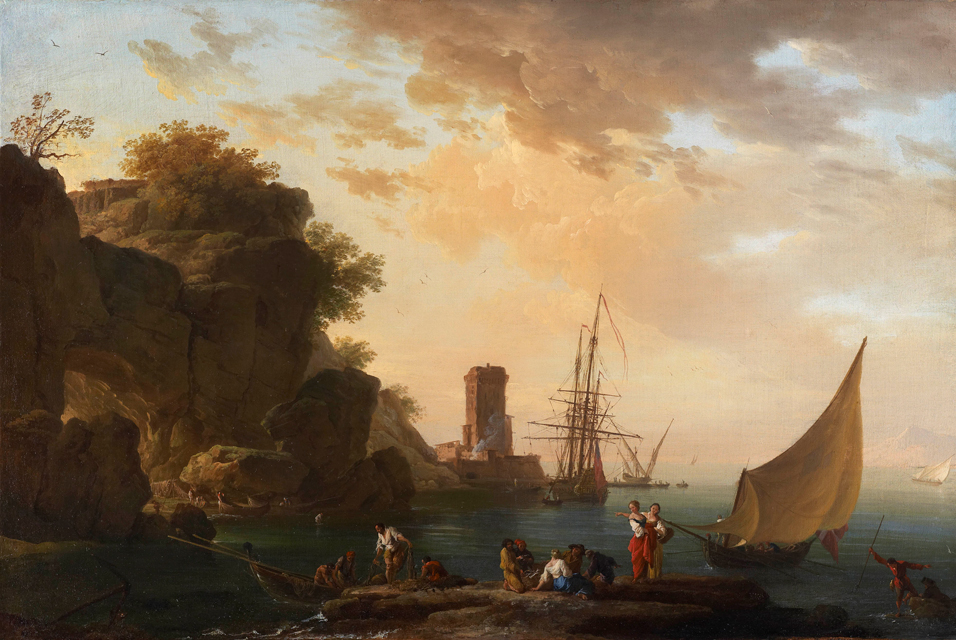
Haveningang bij Napels met vissers en vee, Musée de la Marine, Parijs
Scheepswrak, 1772, National Gallery of Art, Washington D.C
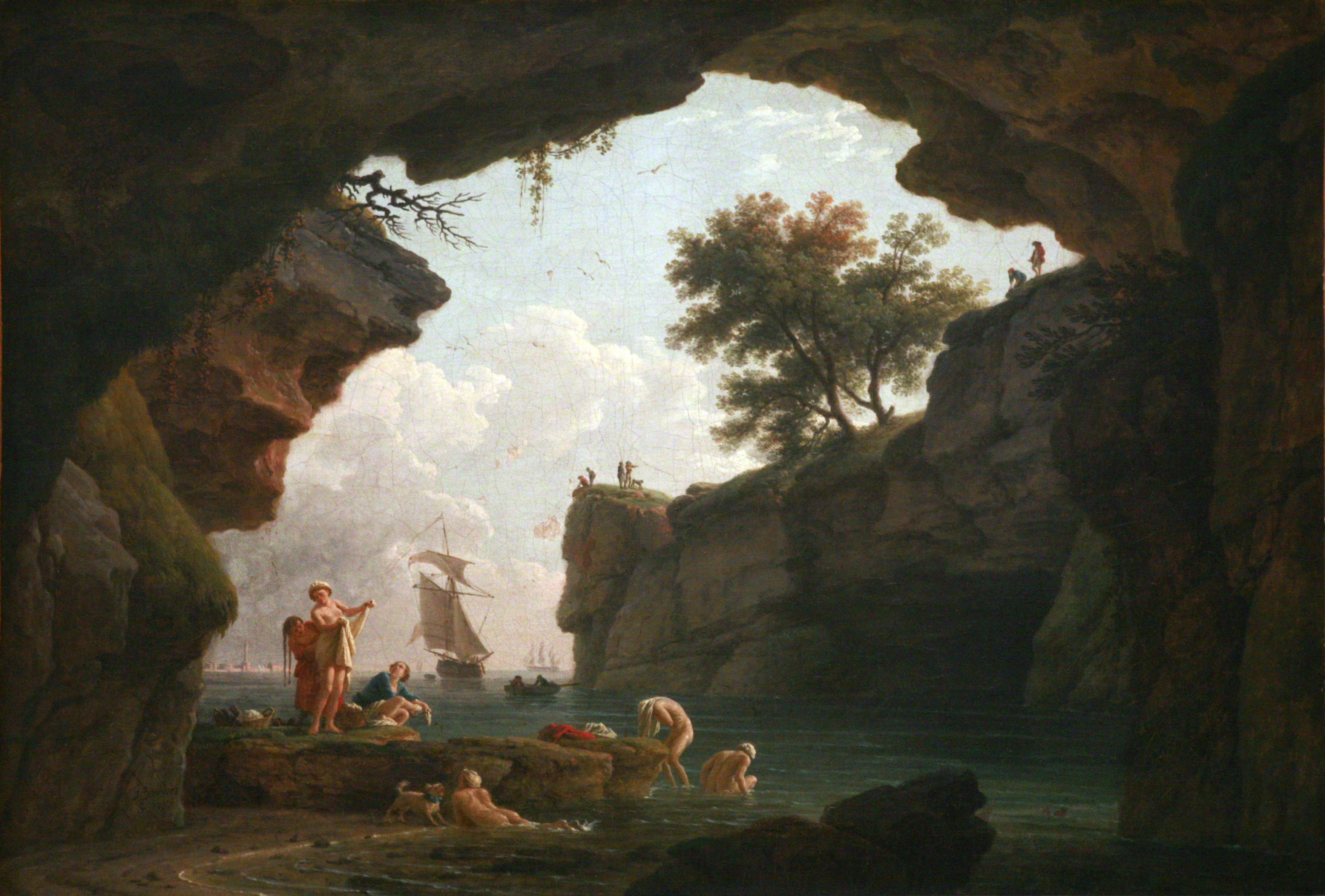
Zwemmers nabij een grot
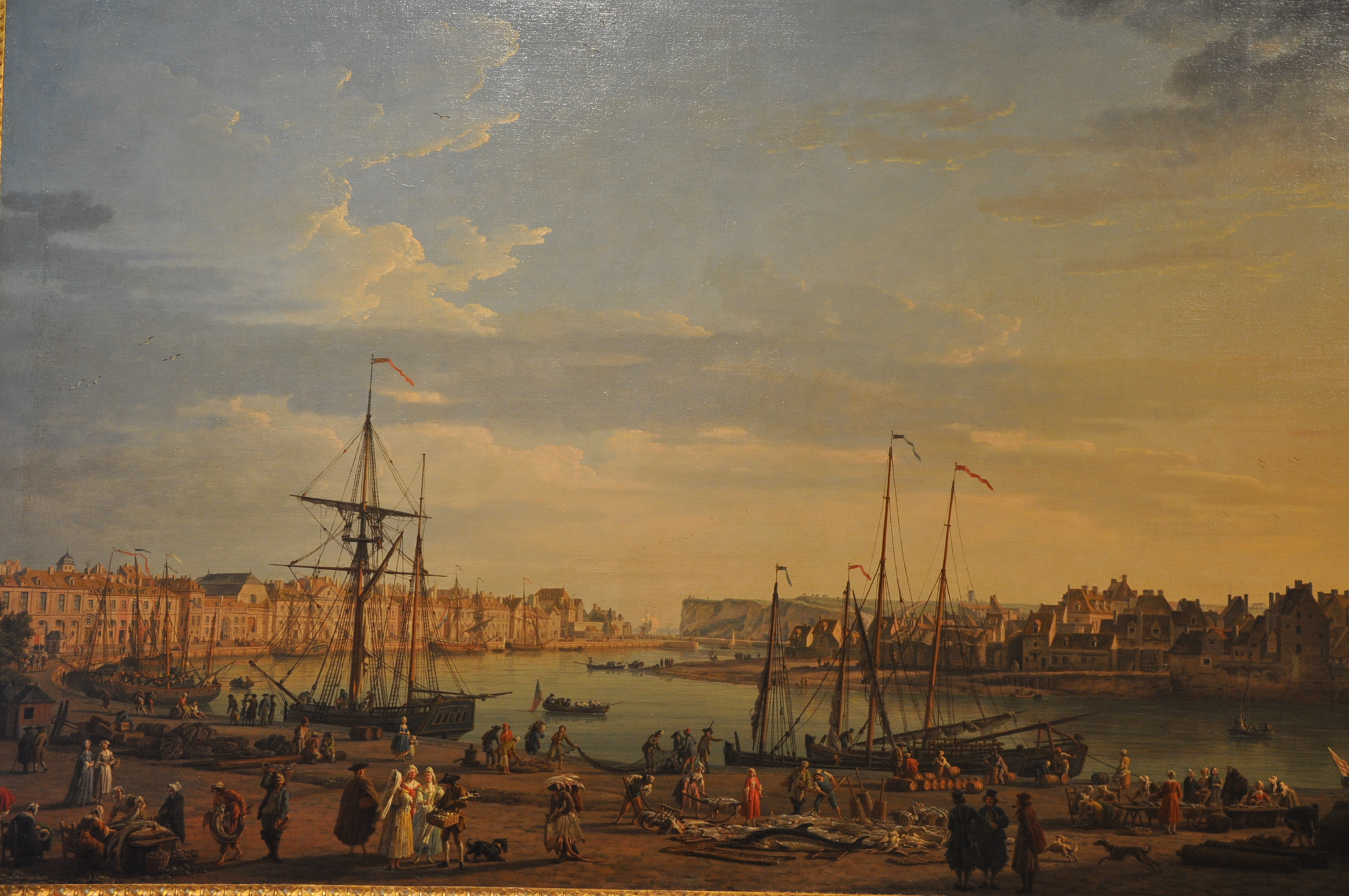
Haven van Dieppe, 1765
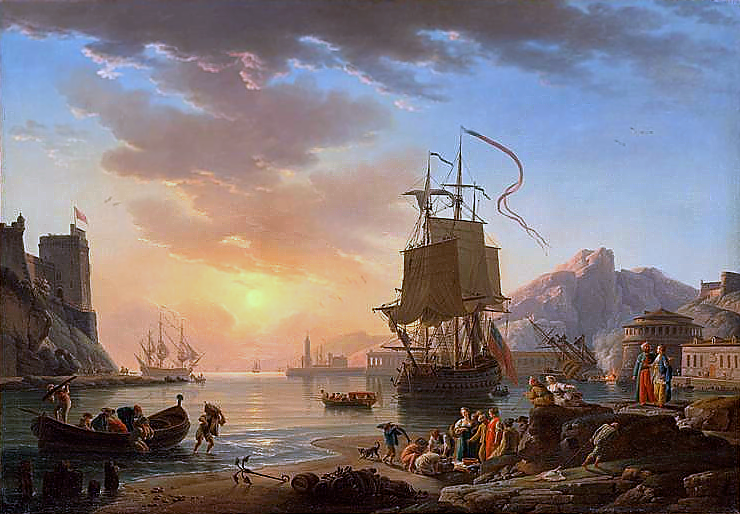
Marine met ondergaande zon
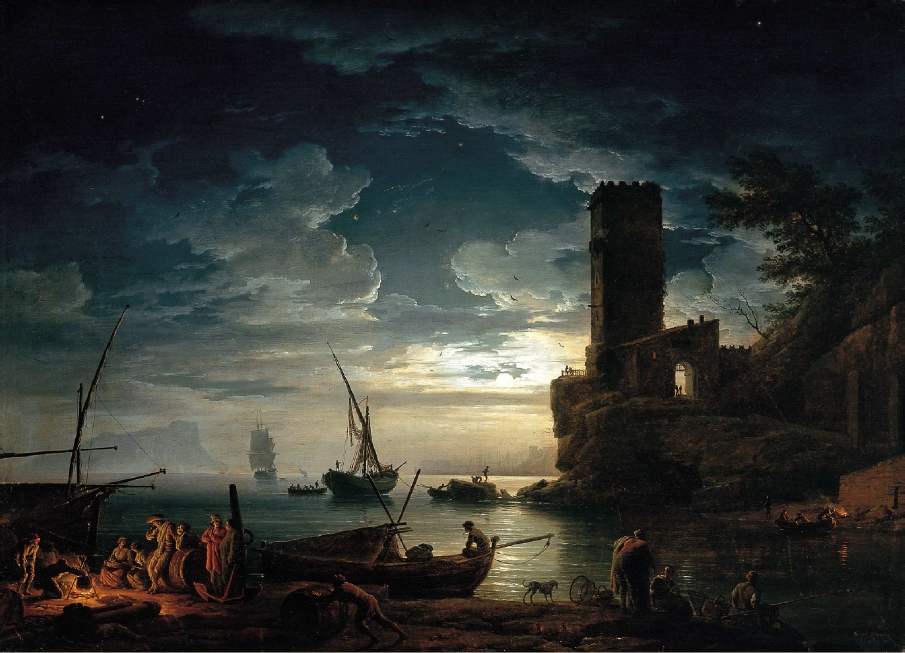
Baai met vissers en schepen bij nacht, 1753. Museo Thyssen-Bornemisza
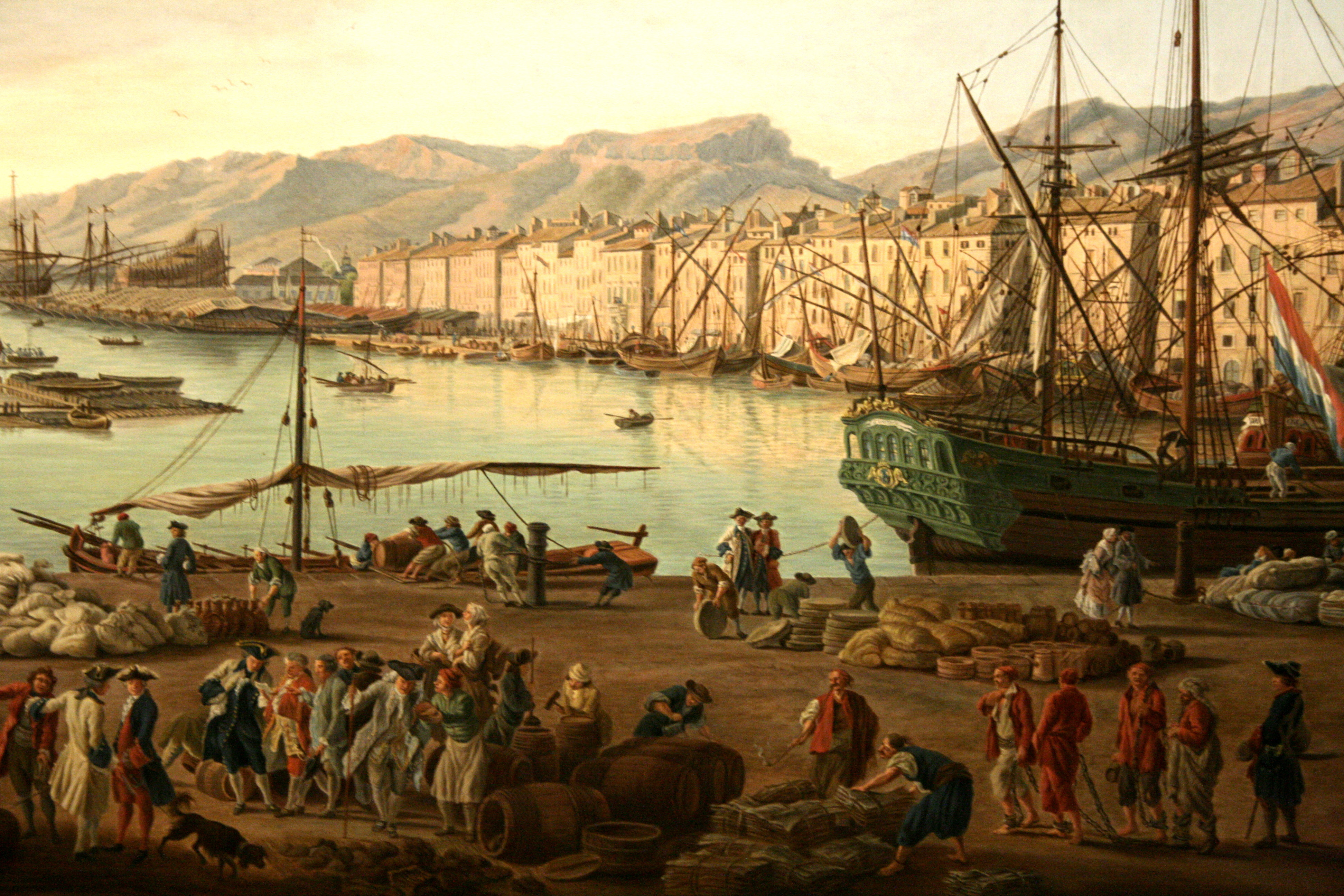
Haven van Toulon, Musée de la Marine, Toulon
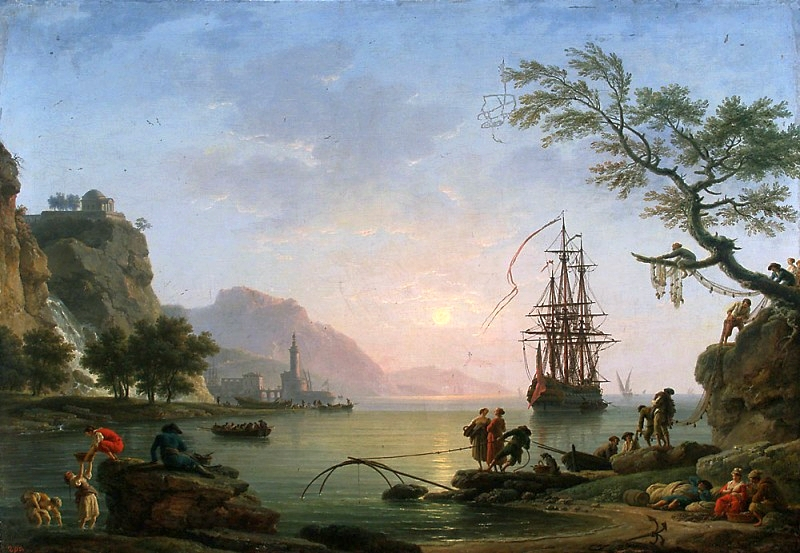
De morgen, 1774, Nationaal Museum, Warschau
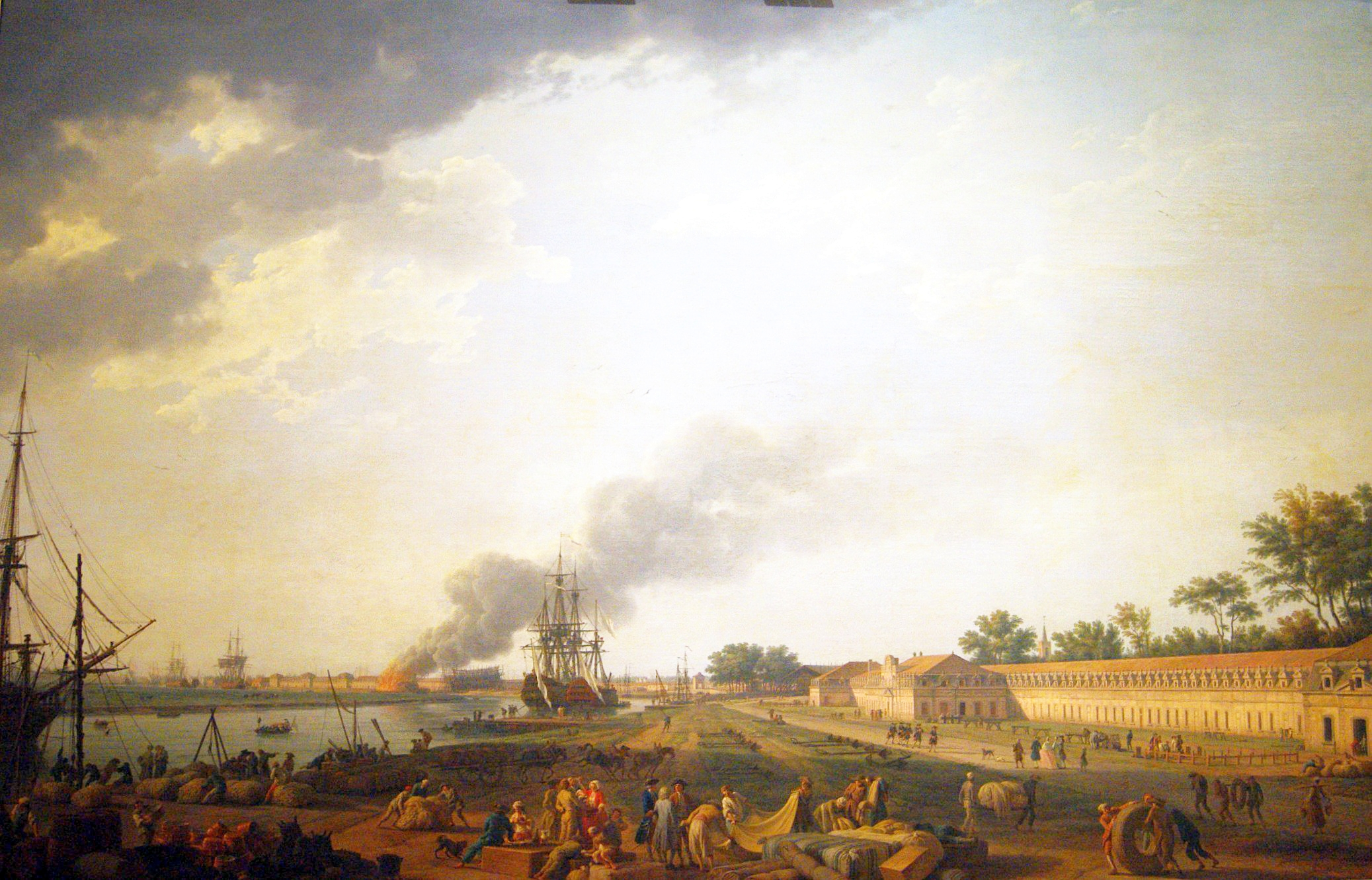
Gezicht op de haven van Rochefort